# Federación Mexicana de Ciclismo
La Federación Mexicana de Ciclismo (FMC o FEMECI) es una asociación civil que administra, fomenta, difunde y regula el ciclismo en México. La entidad agrupa a las 32 asociaciones estatales y nacionales de todo el país.  
Las 5 modalidades que regula son: 
- Ciclismo en ruta.
- Ciclismo en pista.
- Ciclismo de montaña.
- Ciclismo de MTB.
- Ciclismo BMX.